# Ann Harding
Ann Harding (7 de agosto de 1902 - 1 de septiembre de 1981) fue una actriz radiofónica, teatral, cinematográfica y televisiva de estadounidense.

## Inicios
Su verdadero nombre era Dorothy Walton Gatley, y nació en San Antonio (Texas), siendo sus padres George G. Gatley y Elizabeth "Bessie" Crabb. Su padre era un oficial de carrera del ejército, motivo por el cual hubo de viajar a menudo en sus primeros años, hasta que la familia decidió asentarse en Nueva York. Harding estudió en el Bryn Mawr College, en Bryn Mawr, Pensilvania.

## Carrera
Tras sus estudios, encontró empleo como lectora de guiones. Empezó a actuar y debutó como actriz teatral en el circuito de Broadway en 1921. Pronto consiguió primeros papeles femeninos, contando para su adiestramiento con los servicios de Sylvia of Hollywood. En 1929 debutó en el cine con el film Paris Bound, junto a Fredric March, y en 1931 fue nominada al Óscar a la mejor actriz for Holiday. 
Primero bajo contrato con Pathé, empresa que posteriormente absorbió RKO Pictures, Harding (que había sido promocionada como la respuesta del estudio a la estrella de MGM Norma Shearer), trabajó junto a actores de la talla de Ronald Colman, Myrna Loy, Herbert Marshall, Leslie Howard, Richard Dix y Gary Cooper, a menudo como préstamo a otros estudios, entre ellos MGM y Paramount Pictures. En RKO Pictures, Harding, junto a Helen Twelvetrees y Constance Bennett, se especializó en el género de "películas de mujeres".
Sus actuaciones fueron elogiadas a menudo por la crítica, que citaban su dicción y experiencia teatral como ventajas de cara al entonces nuevo medio del cine sonoro. El segundo film de Harding, de enorme éxito comercial, fue Her Private Affair, cinta en la cual interpretaba a una esposa de moralidad cuestionable. Entre las películas de su mejor época se incluyen El reino animal, Peter Ibbetson, When Ladies Meet, The Flame Within, y Biography of a Bachelor Girl.  Harding, sin embargo, finalmente quedó encasillada en la interpretación de jóvenes inocentes y sacrificadas. Tras una acogida tibia por parte de la crítica y del público a sus últimas cintas de los años treinta, Harding decidió retirarse del cine tras casarse con el músico Werner Janssen en 1937. De todos modos, volvió en 1942 para rodar Eyes in the Night y hacer papeles secundarios en otras producciones. En 1956 volvió a trabajar junto a Fredric March, esta vez en El hombre del traje gris.
La década de 1960 marcó su retorno a Broadway tras varias décadas de ausencia — su última actuación allí databa de 1927. En 1962 actuó en General Seeger, dirigida y coprotagonizada por George C. Scott, y en 1964 trabajó en Abraham Cochrane. Ambas producciones tuvieron una corta trayectoria. La última interpretación de Harding tuvo lugar en 1965 en un episodio de la serie Ben Casey, y tras la misma dejó la carrera interpretativa.

## Vida personal
Harding se casó con el actor Harry Bannister en 1926. Tuvieron una hija, Jane, nacida en 1928 y fallecida en diciembre de 2005. El matrimonio se divorció en 1932. En 1937 Harding se casó con Werner Janssen, un famoso director de orquesta. Janssen y Harding vivieron en diferentes ciudades antes de afincarse en California con el fin de trabajar en Hollywood. La pareja se divorció en 1962. 
Ann Harding falleció el 1 de septiembre de 1981 en Sherman Oaks, Los Ángeles, California. Tenía 79 años de edad. Sus restos fueron incinerados y las cenizas depositadas en el Cementerio Forest Lawn Memorial Park de Hollywood Hills, Los Ángeles.
Por su contribución a la industria cinematográfica y televisiva, Harding recibió dos estrellas en el Paseo de la Fama de Hollywood, una en el 6201 de Hollywood Boulevard (cine), y otra en el 6840 de la misma vía (televisión).

## Créditos teatrales en Broadway
| Fecha                                         | Producción              | Papel          |
| --------------------------------------------- | ----------------------- | -------------- |
| 3 de octubre de 1921 - octubre de 1921        | Like a King             | Phyllis Weston |
| 1 de octubre de 1923 - mayo de 1924           | Tarnish                 | Letitia Tevis  |
| 8 de septiembre de 1924 – septiembre de 1924  | Thoroughbreds           | Sue            |
| 7 de octubre de 1925 – diciembre de 1925      | Stolen Fruit            | Marie Millais  |
| 23 de marzo de 1926 - abril de 1926           | Schweiger               | Anna Schweiger |
| 28 de septiembre de 1926 – marzo de 1927      | The Woman Disputed      | Marie-Ange     |
| 19 de septiembre de 1927 - octubre de 1927    | The Trial of Mary Dugan | Mary Dugan     |
| 28 de febrero de 1962 – 1 de marzo de 1962    | General Seeger          | Rena Seeger    |
| 17 de febrero de 1964 – 17 de febrero de 1964 | Abraham Cochrane        | Myra Holliday  |

## Selección de su filmografía
| Cine       | Cine                              | Cine                            | Cine                                           |
| Año        | Título                            | Personaje                       | Observaciones                                  |
| ---------- | --------------------------------- | ------------------------------- | ---------------------------------------------- |
| 1929       | Paris Bound                       | Mary Hutton                     |                                                |
| 1929       | Her Private Affair                | Vera Kessler                    |                                                |
| 1929       | Condemned                         | Madame Vidal                    | Otro título: Condemned to Devil's Island       |
| 1930       | Holiday                           | Linda Seton                     | Nominada al Óscar a la mejor actriz            |
| 1930       | The Girl of the Golden West       | Minnie                          |                                                |
| 1931       | East Lynne                        | Lady Isabella                   | Película nominada al Óscar a la mejor película |
| 1932       | Prestige                          | Therese Du Flos Verlaine        |                                                |
| 1932       | Westward Passage                  | Olivia Van Tyne Allen Ottendorf |                                                |
| 1932       | The Conquerors                    | Caroline Ogden Standish         | Otro título: Pioneer Builders                  |
| 1932       | The Animal Kingdom                | Daisy Sage                      | Otro título: The Woman in His House            |
| 1933       | When Ladies Meet                  | Claire Woodruff                 | Coprotagonizada por Myrna Loy                  |
| 1933       | Double Harness                    | Joan Colby                      |                                                |
| 1934       | The Life of Vergie Winters        | Vergie Winters, Virginia Wood   |                                                |
| 1934       | The Fountain                      | Julie von Marwitz               |                                                |
| 1934       | The Hollywood Gad About           | Como ella misma                 | Corto                                          |
| 1935       | Biography of a Bachelor Girl      | Marion Forsythe                 |                                                |
| 1935       | Enchanted April                   | Mrs. Lotty Wilkins              |                                                |
| 1935       | The Flame Within                  | Doctor Mary White               |                                                |
| 1935       | Peter Ibbetson                    | Mary, Duquesa de Towers         | Coprotagonizada por Gary Cooper                |
| 1936       | The Lady Consents                 | Anne Talbot                     |                                                |
| 1936       | The Witness Chair                 | Miss Paula Young                |                                                |
| 1937       | Love from a Stranger              | Carol Howard                    | Otro título: A Night of Terror                 |
| 1942       | Eyes in the Night                 | Norma Lawry                     |                                                |
| 1943       | Mission to Moscow                 | Mrs. Marjorie Davies            |                                                |
| 1943       | La estrella del norte             | Sophia Pavlova                  | Otra versión en USA: Armored Attack            |
| 1944       | Nine Girls                        | Gracie Thornton                 |                                                |
| 1944       | Janie                             | Lucille Conway                  |                                                |
| 1945       | Those Endearing Young Charms      | Mrs. Brandt (Capitán)           |                                                |
| 1946       | Janie Gets Married                | Lucille Conway                  |                                                |
| 1947       | It Happened on 5th Avenue         | Mary O'Connor                   |                                                |
| 1947       | Christmas Eve                     | Tía Matilda Reed                | Otro título: Sinner's Holiday                  |
| 1950       | The Magnificent Yankee            | Fanny Bowditch Holmes           | Coprotagonizada por Louis Calhern              |
| 1950       | Two Weeks with Love               | Katherine Robinson              |                                                |
| 1951       | The Unknown Man                   | Stella Mason                    | Otro título: The Bradley Mason Story           |
| 1956       | El hombre del traje gris          | Helen Hopkins                   | Protagonizada por Gregory Peck                 |
| 1956       | I've Lived Before                 | Mrs. Jane Stone                 |                                                |
| 1956       | Strange Intruder                  | Mary Carmichael                 |                                                |
| Televisión |                                   |                                 |                                                |
| Año        | Título                            | Papel                           | Observaciones                                  |
| 1955       | Crossroads                        | Hulda Lund                      | 1 episodio                                     |
| 1955       | Studio 57                         | Martha Halstead                 | 1 episodio                                     |
| 1956       | Front Row Center                  | Grammie                         | 1 episodio                                     |
| 1959       | The DuPont Show with June Allyson | Naomi                           | 1 episodio, "Ruth and Naomi"                   |
| 1963       | The Defenders                     | Helen Bernard                   | 1 episodio                                     |
| 1963       | Burke's Law                       | Annabelle Rogers                | 1 episodio                                     |
| 1964       | Dr. Kildare                       | Mae Priest                      | 1 episodio                                     |
| 1965       | Ben Casey                         | Edith Sommers                   | 1 episodio                                     |

## Premios y distinciones
Premios Óscar
| Año  | Categoría    | Película | Resultado |
| ---- | ------------ | -------- | --------- |
| 1931 | Mejor actriz | Holiday  | Nominada  |